# Nati nel 1339
| Questa pagina contiene informazioni ricavate automaticamente dalle voci biografiche con l'ausilio del template Bio e di un bot. L'aggiornamento è periodico e automatico e ricostruisce completamente la pagina. Se manca una persona in questa lista, sei pregato di non aggiungerla, ma accertati piuttosto che la sua voce biografica contenga il template Bio e che i dati anagrafici siano correttamente compilati. Se il template Bio manca, inseriscilo tu stesso o, in alternativa, metti l'avviso {{tmp\|Bio}} che ne segnala la mancanza. Se i dati riportati sono sbagliati, correggi direttamente la voce biografica; le modifiche saranno visibili in questa lista entro pochi giorni. Per chiarimenti vedi il progetto biografie. La lista contiene solo le 19 persone che sono citate nell'enciclopedia e per le quali è stato implementato correttamente il template Bio. Pagina aggiornata al 2 mag 2025. |

- 23 luglio - Luigi I d'Angiò, principe francese († 1384)
- 1º novembre - Rodolfo IV d'Asburgo, nobile austriaco († 1365)
- Guglielmo d'Aigrefeuille il Giovane, cardinale francese († 1401)
- Alessandro V, cardinale e arcivescovo cattolico italiano († 1410)
- Anna di Świdnica, nobile polacca († 1362)
- Bianca di Borbone, regina († 1361)
- Enguerrand VII di Coucy, condottiero francese († 1397)
- Federico di Baviera-Landshut, duca tedesco († 1393)
- Giovanna di Navarra, nobildonna († 1403)
- Giovanna Manuele, sovrana spagnola († 1381)
- Dabiša di Bosnia, sovrano bosniaco († 1395)
- Lorenzo di Werle, principe († 1393)
- Erik XII di Svezia, re († 1359)
- Ramesuan, sovrano siamese († 1395)
- Sante da Cori, presbitero italiano († 1392)
- Silvestro dei Gherarducci, miniatore e pittore italiano († 1399)
- Roberto Stuart, nobile scozzese († 1420)
- Bernardon de la Salle, mercenario francese († 1391)
- Giovanni V di Bretagna, sovrano francese († 1399)